# Ібб (мухафаза)
Ібб (араб. إب) — одна з 21 мухафаз Ємену.

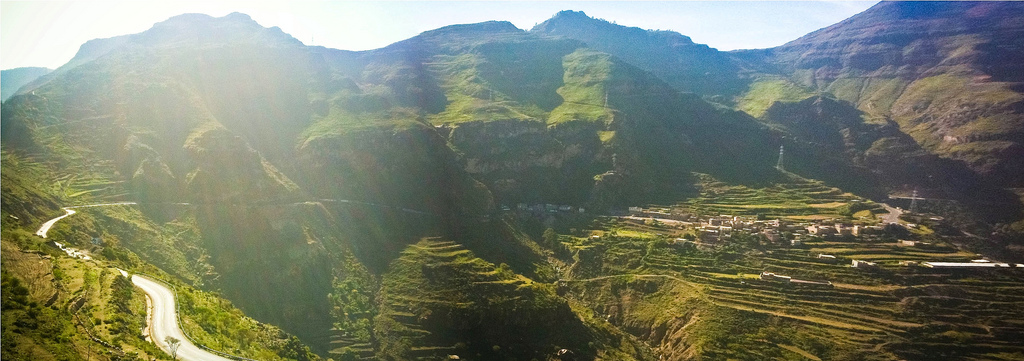
Мухафаза Ібб. По дорозі з міста Ібб в Санаа.

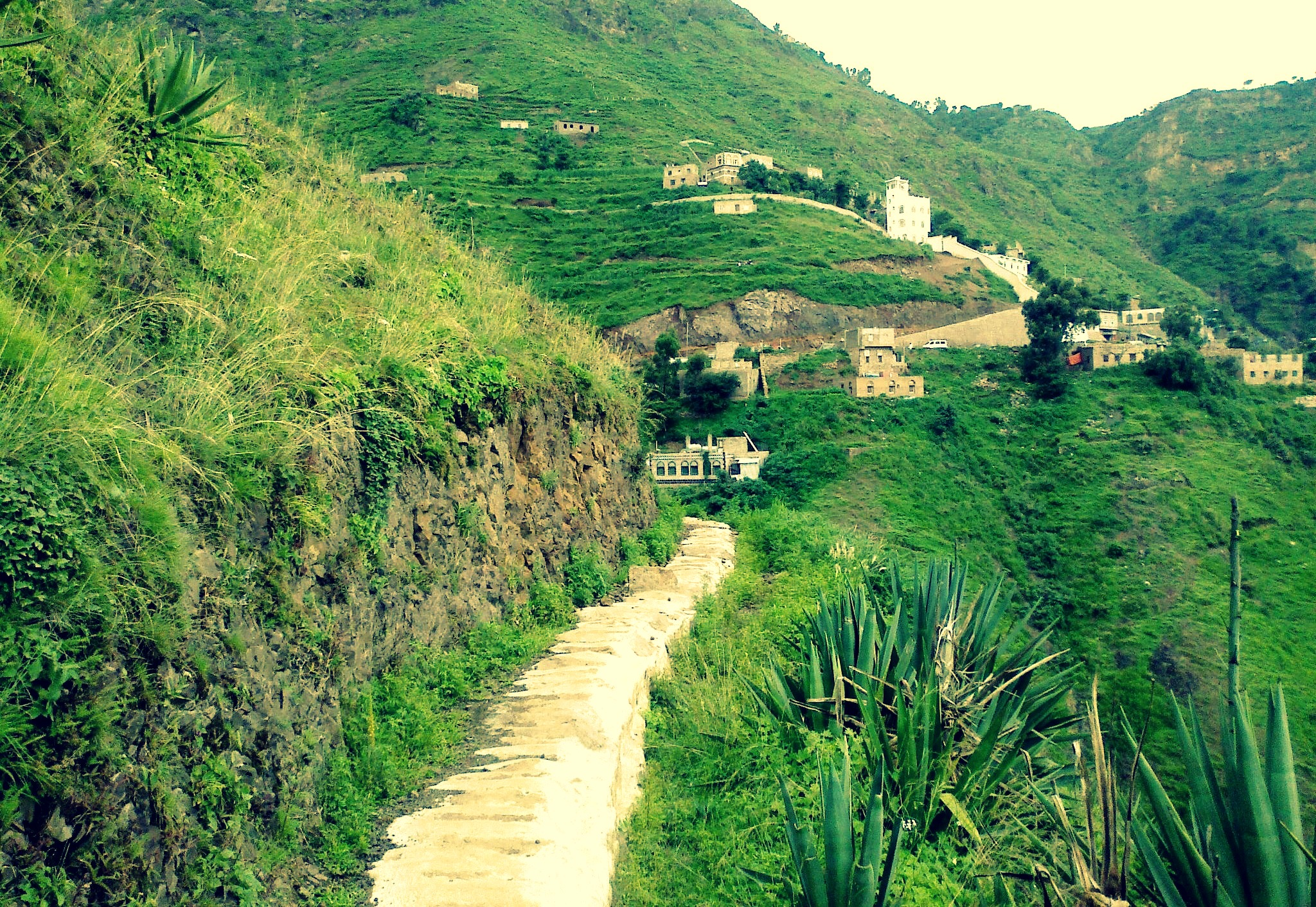
Вид на місцевість навко міста Ібб.

## Географія
Розташована у південно-західній частині країни. Межує з мухафазами:
- Ед-Даля (на південному сході)
- Таїз (на південному заході)
- Ходейда (на заході)
- Дамар (на півночі)
- Ель-Бейда (на сході).

Площа становить 6484 км2. Адміністративний центр — місто Ібб; з інших великих міст на території мухафази можна згадати Ярим.

## Клімат
З квітня по жовтень територія провінції знаходиться під дією південно-західного мусону. Внаслідок цього Ібб є найвологішим місцем на Аравійському півострові, річний рівень опадів тут перевищує 1000 мм. Клімат досить жаркий, середньо-денні температури досягають 30°С, ночі зазвичай прохолодні.

## Економіка
Завдяки рясним опадам, Ібб є одним із найродючіших куточків країни, тут вирощують такі культури як пшениця, ячмінь, сорго, кунжут, кат та інші. Через родючості цих земель, Ібб характеризується вкрай високою щільністю сільського населення.

## Населення
За даними на 2013 рік чисельність населення становила 2 552 354 осіб.
Динаміка чисельності населення мухафази по роках:
| 1988      | 1994      | 2004      | 2013      |
| --------- | --------- | --------- | --------- |
| 1 254 100 | 1 665 054 | 2 137 546 | 2 552 354 |